# Крамерсова теорема
Крамерсова теорема у физици је тврдња да код система који имају симетрију временске инверзије и који се састоје од непарног броја фермиона, сви енергетски нивои су најмање двоструко дегенерисани.
При деловању електричног поља које одржава симетрију временске инверзије, сва енергетска стања постају дегенерисана, док то не важи код деловања магнетног поља јер оно нарушава симетрију временске инверзије. 
Крамерсова теорема се не може применити на атом водоника јер се он састоји од једног електрона и једног протона што је паран број фермиона. Међутим, код атома деутеријума (1 електрон, 1 протон и 1 неутрон), основно стање хиперфине структуре садржи један двоструко дегенерисан и један четвороструко дегенерисан енергетски ниво, што је у складу са Крамерсовом теоремом.

### Доказ
Код система који поседују симетрију временске инверзије {\displaystyle {\hat {\mathbf {T} }}}, ако је {\displaystyle |n\rangle }неко енергетско стање система, онда и {\displaystyle {\hat {\mathbf {T} }}|n\rangle }мора бити стање система. Теоретски, та два стања би се могла поклапати, односно оператор временске инверзије {\displaystyle {\hat {\mathbf {T} }}}би могао пресликавати неко стање у само себе. Међутим, код система који имају непаран број фермиона, укупан спин је полуцели ({\displaystyle S={\frac {1}{2}},{\frac {3}{2}},\dots }), те оператор временске инверзије {\displaystyle {\hat {\mathbf {T} }}}при деловању на спинове:
{\displaystyle {\hat {\mathbf {T} }}:\mathbf {S} \to -\mathbf {S} }
их преокреће и резултујуће стање неће бити исто као почетно, јер ће се укупни спински магнетни број променити: {\displaystyle m\to -m}.
За важење теореме потребно је да постоји непаран број фермиона тако да њихов укупни спински магнетни број {\displaystyle m}никада није 0 те се деловањем оператора {\displaystyle {\hat {\mathbf {T} }}}увек добија стање различито од почетног. Тиме код система који имају симетрију временске инверзије и састоје се од непарног броја фермиона сви енергетски нивои су најмање двоструко дегенерисани.

### Доказ преко особине антиунитарности оператора
Оператор временске инверзије има општи облик {\displaystyle {\hat {\mathbf {T} }}={\hat {\mathbf {U} }}{\hat {\mathbf {K} }}}, где је {\displaystyle {\hat {\mathbf {U} }}}унитарни оператор, а {\displaystyle {\hat {\mathbf {K} }}}оператор комплексне конјугације.
За системе са непарним бројем фермиона који имају полуцели укупни спин, оператор {\displaystyle {\hat {\mathbf {T} }}}мора да задовољава додатан услов:
{\displaystyle {\hat {\mathbf {T} }}^{2}=-1}
из чега следи да оператор временске инверзије {\displaystyle {\hat {\mathbf {T} }}} мора бити анитунитаран:
{\displaystyle U=-U^{T}}.
Ако систем поседује симетрију временске инверзије {\displaystyle {\hat {\mathbf {T} }}}, онда за свако својствено стање {\displaystyle \psi }и {\displaystyle {\hat {\mathbf {T} }}\psi }мора бити својствено стање система. Ако су та два својствена стања ортогонална, онда су различита и енергетски спектар је двоструко дегенерисан.
Како је
{\displaystyle \langle \psi |{\hat {\mathbf {T} }}\psi \rangle =\sum _{n,m}\psi _{m}^{*}U_{mn}\psi _{n}^{*}=-\sum _{n,m}\psi _{m}^{*}U_{nm}\psi _{n}^{*}=-\langle \psi |{\hat {\mathbf {T} }}\psi \rangle }
једино решење је да је су стања {\displaystyle \psi }и {\displaystyle {\hat {\mathbf {T} }}\psi }ортогонална:
{\displaystyle \langle \psi |{\hat {\mathbf {T} }}\psi \rangle =-\langle \psi |{\hat {\mathbf {T} }}\psi \rangle =0}
Тиме код система који имају симетрију временске инверзије и састоје се од непарног броја фермиона сви енергетски нивои су најмање двоструко дегенерисани.